# Walentyn Dżula
Walentyn Dżula, pseud. Dewal (ur. 2 maja 1907 w Nozdrzcu, zm. 3 maja 1984 w Łowcach) – polski działacz polityczny, ludowiec, starosta powiatowy w Jarosławiu, adwokat.

## Życiorys
Urodzony w rodzinie chłopskiej, był dziewiątym dzieckiem Józefa i Anny z domu Gerula. W rodzinnym Nozdrzcu uczęszczał do szkoły powszechnej (1914–1922), następnie kształcił się w jednym ze lwowskich gimnazjów (1922–1930). W 1934 ukończył studia na Wydziale Prawa Uniwersytetu Jana Kazimierza we Lwowie. W latach studenckich zaangażował się w ruch ludowy, zostając członkiem Polskiego Stronnictwa Ludowego „Piast”, był też działaczem Akademickiego Związku Młodzieży Ludowej.
W styczniu 1935 rozpoczął aplikację adwokacką, ale działalność polityczna uniemożliwiła mu uzyskanie prawa wykonywania zawodu; był kilkakrotnie aresztowany. Od 1934 pełnił funkcję prezesa Zarządu Powiatowego Stronnictwa Ludowego w Brzozowie, w 1938 znalazł się w składzie Rady Naczelnej Stronnictwa Ludowego. W sierpniu 1937 kierował strajkiem chłopskim w powiecie brzozowskim. Po zakończeniu strajku w obawie przed zatrzymaniem szukał schronienia w Czechosłowacji. Nawiązał tam kontakt z przywódcami ludowymi, Wincentym Witosem i Władysławem Kiernikiem, i realizował misję emisariusza pomiędzy Witosem a władzami okręgowymi Stronnictwa Ludowego w Krakowie. Jesienią 1938 został aresztowany na Zaolziu, w marcu 1939 Sąd Okręgowy w Rzeszowie uznał go za winnego prowadzenia działalności antypaństwowej i skazał na cztery i pół roku więzienia. Wyrok odbywał w więzieniu w Sanoku.
W czasie okupacji niemieckiej zaangażował się w działalność Stronnictwa Ludowego „Roch” i był członkiem trójki powiatowej tej organizacji w Brzozowie (od lutego 1942 do września 1943 przewodniczący). Organizował w powiecie tajne nauczanie.
Po wojnie, po utworzeniu Tymczasowego Rządu Jedności Narodowej, z ramienia Polskiego Stronnictwa Ludowego objął obowiązki starosty w Jarosławiu. Utracił stanowisko, kiedy usiłował przeciwdziałać fałszerstwom w czasie referendum 30 czerwca 1946; znalazł się wówczas pod obserwacją funkcjonariuszy Urzędu Bezpieczeństwa. W grudniu 1946 został zgłoszony przez PSL jako kandydat na posła na Sejm Ustawodawczy; aresztowanie Walentyna Dżuli 20 grudnia, pod pozorem jego współpracy z Narodowymi Siłami Zbrojnymi, wykorzystano jako pretekst do unieważnienia listy ludowców w okręgu przemyskim. Walentyn Dżula pozostawał w areszcie do 23 marca 1947, początkowo w Powiatowym Urzędzie Bezpieczeństwa Publicznego w Jarosławiu, potem w Wojewódzkim Urzędzie w Rzeszowie.
Pierwsze lata po zwolnieniu przepracował w zachodniej Polsce jako urzędnik niskiego szczebla; na początku lat 50. powrócił w strony rodzinne, był m.in. inspektorem w Wydziale Orzecznictwa Karno-Administracyjnego Prezydium Wojewódzkiej Rady Narodowej w Rzeszowie (1955–1958). Posadę tę utracił, kiedy wystąpił do sądu o odszkodowanie ze skarbu państwa za bezprawne uwięzienie w 1946. Spróbował wówczas podjąć pracę w zawodzie adwokata, co udało mu się dopiero w 1961, po proteście do ministra sprawiedliwości. Od grudnia 1964 prowadził kancelarię adwokacką w Jarosławiu, przeszedł na emeryturę dziesięć lat później.
Był żonaty (od jesieni 1948) z Katarzyną z Budziszów, miał dwoje dzieci. Zmarł 3 maja 1984 w Łowcach, tamże został pochowany na cmentarzu parafialnym.